# Evald Ericsson
Evald Ericsson (i riksdagen kallad Ericsson i Sörsjön), född 3 juli 1883 i Särna, Kopparbergs län, död 5 februari 1970 i Transtrand, var en svensk småbrukare och politiker (s).
Ericsson var ledamot av Sveriges riksdags andra kammare 1929-1952 för Socialdemokraterna, invald i Kopparbergs läns valkrets. Han skrev 111 egna motioner i riksdagen, huvudsakligen om landsbygdsfrågor bl.a. om elektrifiering.